# بولين برن
بولين برن (بالإنجليزية: Pauline Bern) هي صائغة ‏ نيوزيلندية، ولدت في 1952 في أوكلاند في نيوزيلندا.